# الانحطاط العظيم

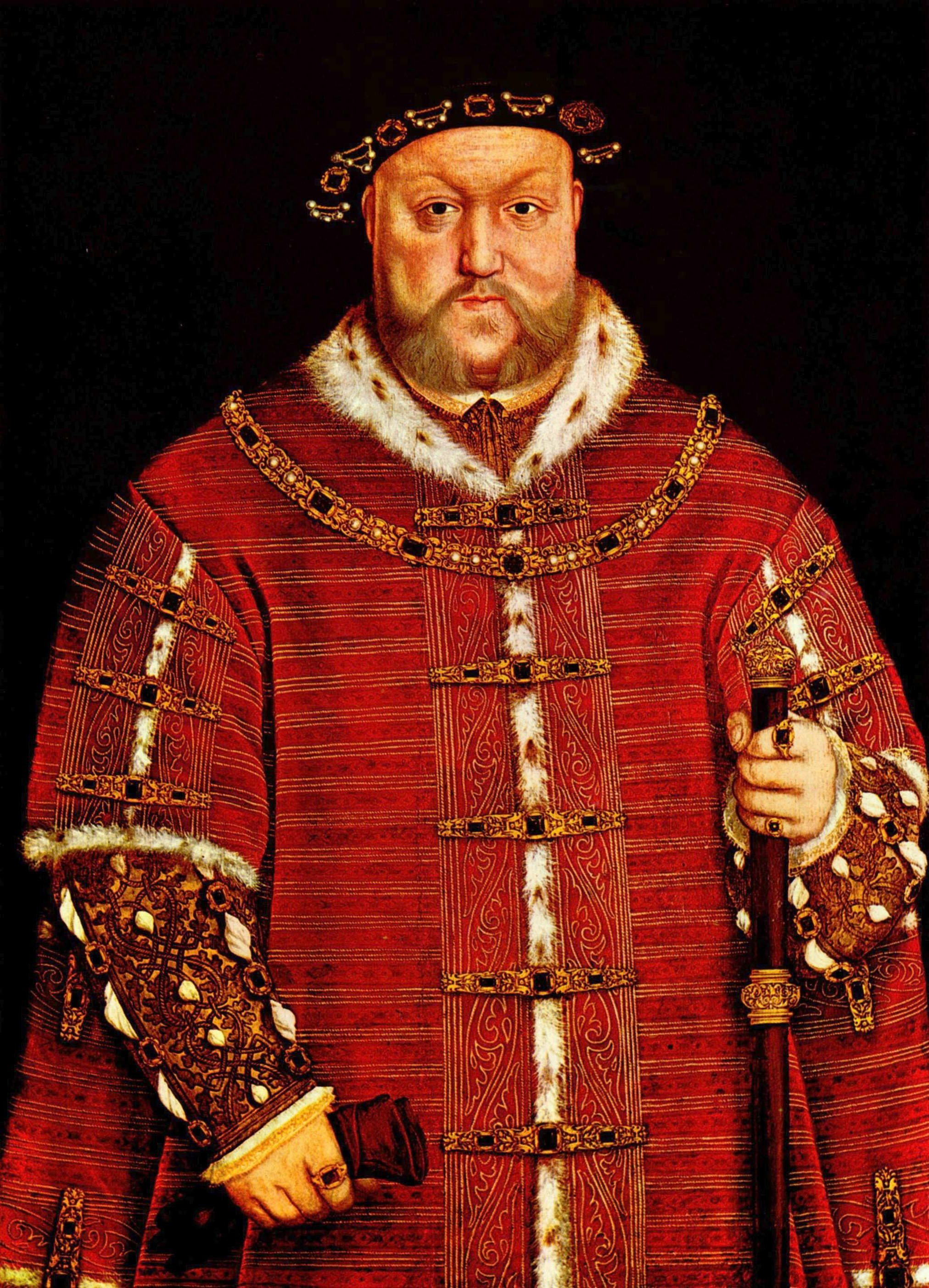
هنري الثامن في عام 1542

التخفيض الكبير للعملة (1544-1551) هو سياسة لتخفيض العملة قدمت في إنجلترا عام 1544 بأمر من هنري الثامن والتي شهدت انخفاض كمية المعادن الثمينة في العملات الذهبية والفضية واستبدالها في بعض الحالات بالكامل بمعادن أساسية أرخص مثل النحاس. ويُستشهد بالإنفاق الزائد الذي قام به هنري الثامن لتغطية تكاليف أسلوب حياته الباذخ وتمويل الحروب الخارجية مع فرنسا واسكتلندا كأسباب لتقديم هذه السياسة. كان الهدف الرئيس من هذه السياسة هو زيادة إيرادات الكرونة على حساب دافعي الضرائب من خلال التوفير في إنتاج العملة مع الحاجة إلى كمية أقل من السبائك المعدنية لسك العملات الجديدة. خلال فترة تخفيض قيمة العملة انخفضت معايير الذهب من المعيار السابق البالغ 23 قيراط إلى 20 قيراط بينما انخفضت الفضة من 92.5% من الفضة الإسترلينية إلى 25% فقط. ألغى هذه السياسة في عام 1551 إدوارد السادسواستمرت آثارها الاقتصادية لسنوات عديدة حتى عام 1560 عندما أزيلت جميع العملات المخفضة من التداول.

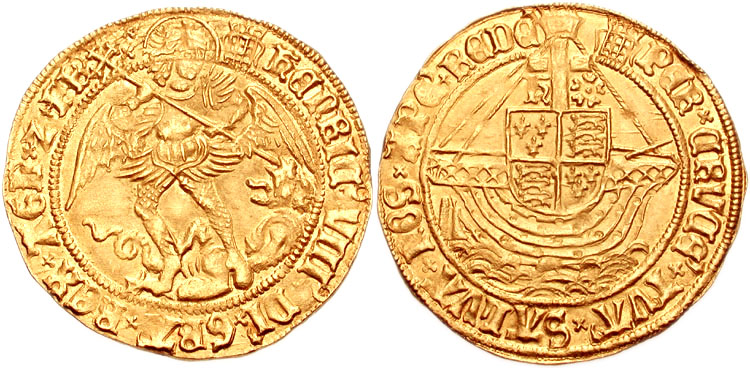
أنجيل هنري الثامن 1508-1547

## خلفية
في القرن السادس عشر وبعد المعاناة من آثار الموت الأسود دخلت أوروبا في مرحلة توسع اقتصادي يرجع جزئيًا إلى زيادة التجارة والودائع المكتشفة حديثًا من المعادن الثمينة من العالم الجديد. ومع ذلك كانت إنجلترا تعاني من صعوبات مالية. في أربعينيات القرن السادس عشر بدأ هنري الثامن حملة للإنفاق المفرط لأموال الحكومة على أسلوب حياته الباذخ ولدفع تكاليف الحروب مع فرنسا واسكتلندا. من أجل تمويل هذه المشاريع، كان هنري قد جمع بالفعل مبالغ كبيرة من خلال حل الأديرة وبيع أراضي التاج ورفع الضرائب؛ ومع ذلك كان لا يزال هناك حاجة إلى المزيد من المال.
في مايو 1542 أصدر هنري وثيقة سرية أمر بموجبها بتقليص كمية الذهب والفضة داخل عملة البلاد بصفة سرية وإعادة إنتاج عملة تيستون التي لم تنجح سابقًا. على مدى العامين التاليين خزنت العملات المعدنية المخففة التي سكت حديثًا بما في ذلك عملة تستون التي أعيد تقديمها في برج الجواهر في قصر وستمنستر بينما استمر إنتاج العملات المعدنية بالمعيار الحالي. بحلول شهر مايو من عام 1544، أدى نقص السبائك التي تصل إلى دار سك العملة إلى دفع الحكومة إلى إصدار وثيقة سرية والسماح للعملات المعدنية المخفّضة قيمتها بالدخول في التداول العام. وبعد شهرين في يوليو/تموز 1544 اكتشف تجار الأراضي المنخفضة أن العملات الفضية التي سكت حديثاً أصبحت منخفضة القيمة فبدأوا يعرضون عليها سعراً أقل. وقد أدى إدخال هذه العملات المتدهورة إلى اختفاء العملات ذات المحتوى المعدني الثمين الأعلى ولكن القيمة الاسمية المماثلة من التداول وفقًا للمبدأ الذي أصبح يُعرف باسم قانون جريشام والذي يشير إلى أن "الأموال الرديئة تطرد الأموال الجيدة".

## مزيد من التدهور في عهد هنري الثامن
استمرت معايير الذهب والفضة في الانخفاض في عهد هنري الثامن: في عام 1545 تم تخفيض الذهب إلى 22 قيراطًا ثم مرة أخرى إلى 20 قيراطًا في عام 1546. وانخفض محتوى الفضة أيضًا عدة مرات من الفضة النقية سابقًا (92.5%) إلى 50% في عام 1549 ثم مرة أخرى إلى 33% في عام 1546. استخدم النحاس كبديل للفضة في العملات المعدنية. وكانت عينات هنري المخزنة مغطاة بطبقة رقيقة من الفضة والتي كانت تميل إلى التآكل وخاصة فوق الأنف البارز من صورته مما يكشف عن النحاس تحته لدرجة أن هنري كان يلقب بـ"الأنف النحاسي القديم".

## التخفيض في عهد إدوارد السادس
بعد وفاة هنري الثامن في عام 1547 توج إدوارد السادس ملكًا عندما كان عمره تسع سنوات. واستمرت سياسة تخفيض قيمة العملة في عهد إدوارد؛ ومع ذلك في عام 1548 جرت محاولة لتحسين جودة العملة من خلال زيادة جودة الذهب إلى 22 قيراطًا (وهو المعيار الذي أصبح يُعرف باسم الذهب التاجي) على حساب تقليل حجم العملة. وعلى النقيض من ذلك وصل محتوى الفضة إلى أدنى مستوى له عند 25% فقط في عام 1551. ألغيت سياسة تخفيض القيمة رسميًا في أكتوبر 1551 وأعيد نقاء الفضة إلى معيار ما قبل تخفيض القيمة وهو 92.5% من الفضة النقية.

## عملات معدنية
على مدى السنوات السبع التي حدث فيها تخفيض قيمة العملة تقلبت نسبة الذهب والفضة في العملات وكذلك أوزان العملات. خلال فترة تخفيض القيمة قاموا بتداول العملات المعدنية التالية.
- سوفرن
- نصف سوفرن
- أنجل
- نصف آنجل
- ربع آنجل
- كرونة
- نصف كرونة
- تستون
- جروت
- نصف جروت
- البني
- نصف بني
- فارذنغ

### بنس واحد
أثناء تخفيض قيمة العملة انخفض محتوى الفضة في البنس بنسبة تزيد عن 83%.
|      | 1509–1526           | 1526–1544           | 1544–1547 | مرجعRef. |
| ---- | ------------------- | ------------------- | --------- | -------- |
| وزن  | 12 غرام             | 10                  | 10 غرام   | [ 6 ]    |
| صفاء | 11 أونصة 2 وزن ثابت | 11 أونصة 2 وزن ثابت | 6-4 أونصة | [ 6 ]    |

### الجروت (أربعة بنسات)
في عام 1544 انخفضت درجة نقاء الفضة بشكل مطرد من 0.925 إلى 0.333.
|      | 1509–1526     | 1526–1544     | 1544–1547 | Ref.  |
| ---- | ------------- | ------------- | --------- | ----- |
| وزن  | 48 غرام       | 42 غرام       | 40 غرام   | [ 7 ] |
| صفاء | 11 أونصة 2dwt | 11 أونصة 2dwt | 6-4 أونصة | [ 7 ] |

### آنجل
|      | 1509–1526 | 1526–1544 | 1544–1547 | Ref.  |
| ---- | --------- | --------- | --------- | ----- |
| وزن  | 80 غرام   | 80 غرام   | 80 غرام   | [ 7 ] |
| صفاء | 23 مقطعي  | 23 مقطعي  | 23 مقطعي  | [ 7 ] |

### نصف السوفرن

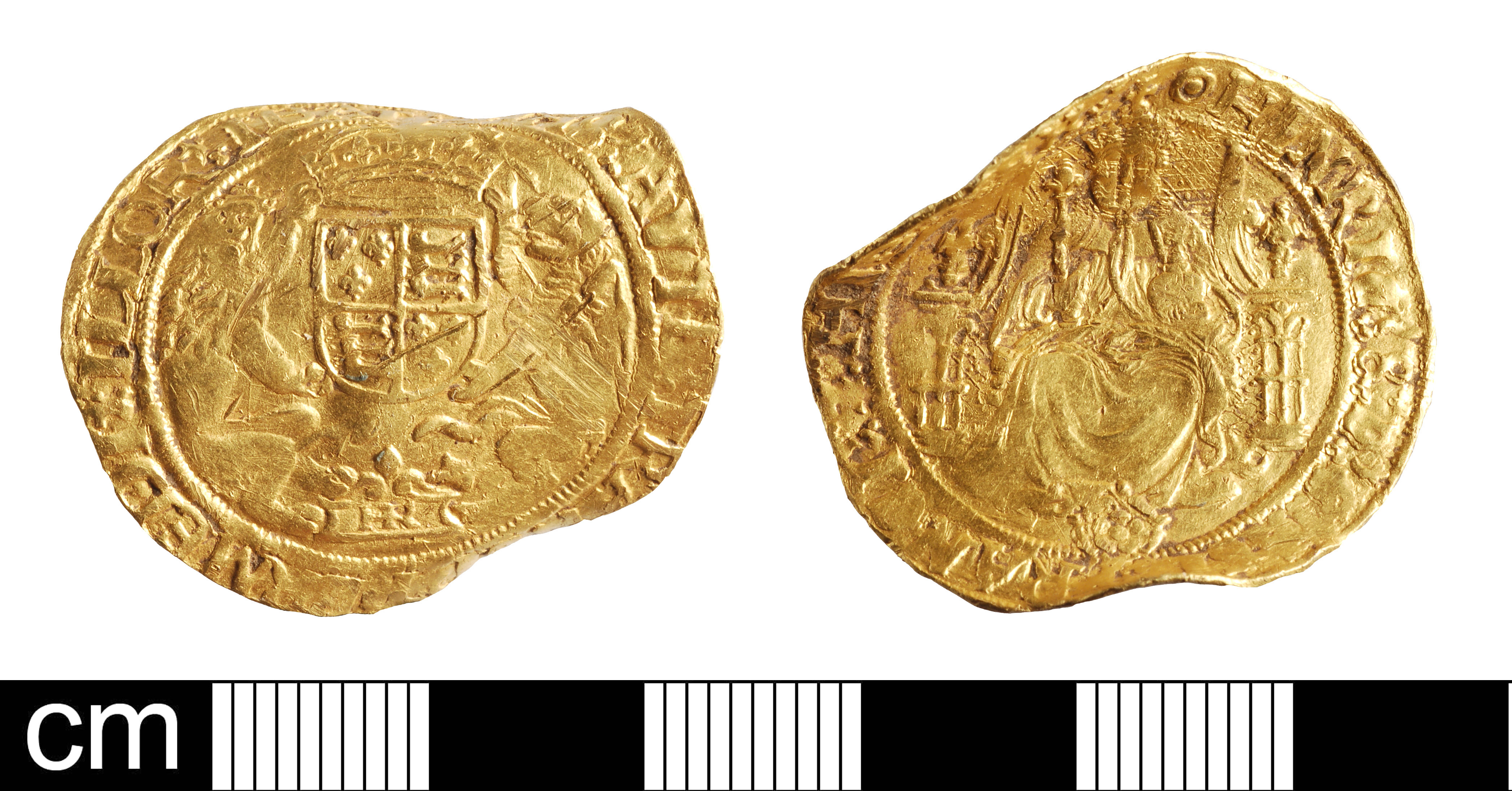
نصف سوفرن هنري الثامن 1544-1547

تم إنتاج نصف السوفرن بأربعة معايير مختلفة.
|               | المعيار 1        | المعيار 2       | المعيار 3        | المعيار 4       | Ref.  |
| ------------- | ---------------- | --------------- | ---------------- | --------------- | ----- |
| تاريخ الإصدار | 1544–1545        | 1545–1546       | 1546–1551        | 1549–1550       | [ 8 ] |
| وزن           | 6.48 ج           | 6.22 ج          | 6.22 ج           | 5.49 ج          | [ 8 ] |
| صفاء          | 23 قيراطًا (.958) | 22 قيراط (.916) | 20 قيراطًا (.833) | 22 قيراط (.916) | [ 8 ] |

### سوفرن
كما أنتجت عملات السوفرن مثل نصف العملات السوفرنية بأربعة معايير مختلفة.
|               | المعيار 1        | المعيار 2       | المعيار 3        | المعيار 4       | Ref.  |
| ------------- | ---------------- | --------------- | ---------------- | --------------- | ----- |
| تاريخ الإصدار | 1544–1545        | 1545–1546       | 1546–1547        | 1549–1550       | [ 9 ] |
| وزن           | 12.96 ج          | 12.44 ج         | 12.44 ج          | 10.98 ج         | [ 9 ] |
| صفاء          | 23 قيراطًا (.958) | 22 قيراط (.916) | 20 قيراطًا (.833) | 22 قيراط (.916) | [ 9 ] |

### الترميم في عهد إليزابيث الأولى (1558–1603)

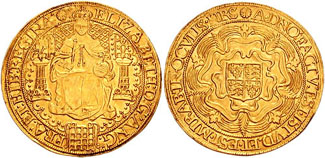
1585–1587 سوفرن إليزابيث الأولى المنقوش آلياً

بحلول الوقت الذي تولت فيه إليزابيث الأولى السلطة في عام 1558 كانت جودة العملة الإنجليزية قد أثرت بالفعل بدرجة كبيرة على الثقة في النظام الملكي وكذلك على العلاقات التجارية للبلاد حيث رفض التجار الأجانب قبول العملة المخفضة كمدفوعات. وبفضل تعاونها مع مستشاريها ويليام سيسيل وتوماس جريشام أصبحت الملكة مقتنعة بأن هذه المشاكل يمكن حلها بناءً على استعادة العملة الإنجليزية إلى مستوياتها المرتفعة السابقة نتيجة لإزالة العملة المتدهورة من التداول. غالبًا ما كانت العملات المعدنية ذات النقاوة العالية تُخزن بينما كانت العملة القانونية المخفّضة قيمتها تُستخدم لسداد الديون وهو المفهوم الذي كان يُشار إليه في القرن التاسع عشر باسم قانون جريشام مع أنه لم تصاغ على هذا النحو بواسطة جريشام. استعدادًا لإزالة العملات المعدنية المخفضة القيمة أصدرت الحكومة قانونًا يحظر على العملات "الجيدة" دخول الأسواق الأجنبية وأنهى وضع العطاء القانوني لجميع العملات المخفضة القيمة.
في عام 1560 بناءً على تعليمات الملكة سحب توماس جريشام جميع العملات المتدهورة من التداول وقام بصهر العملات المسحوبة واستبدالها بعملات معدنية جديدة عالية الجودة. وقد حصدت الكرونة حوالي 50 ألف جنيه إسترليني من هذه العملية. في عام 1561 أدخلت العملات المعدنية المضروبة إلى إنجلترا بواسطة رجل المال الفرنسي إيلوي ميستريل لتحل محل العملات المعدنية الخام التي كانت تُضرب بالمطرقة.

## قراءة إضافية
- Allen، Larry (2009). The Encyclopedia of Money (ط. 2nd). Santa Barbara, CA: ABC-CLIO. ص. 189–190. ISBN:978-1598842517.